# سیدار گلن وست (نیوجرس)
سیدار گلن وست (به انگلیسی: Cedar Glen West) یک منطقهٔ مسکونی در ایالات متحده آمریکا است که در منچستر، نیوجرسی واقع شده‌است. سیدار گلن وست ۲٫۷۷۲ کیلومتر مربع مساحت و ۱٬۲۶۷ نفر جمعیت دارد و ۲۴ متر بالاتر از سطح دریا واقع شده‌است.